# Verax (film)
Verax est un microfilm hongkongais sorti en 2013. Le film relate la crise de Edward Snowden à Hong Kong. Les producteurs sont Jeff Floro, Edwin Lee (C: 李健恩, P: Lǐ Jiànēn), Shawn Tse (T: 謝兆龍, S:谢兆龙, P: Xiè Zhàolóng), et Marcus Tsui (T: 崔正傑, S: 崔正杰, P: Cuī Zhèngjié). Verax a été téléchargé sur YouTube.